# Soufrière Sulphur Springs
Soufrière Sulphur Springs mit der Quelle Grand Soufrière ist eine Thermalquelle im Parish Saint Mark im Inselstaat Dominica.

## Geographie
Dominica ist insgesamt vulkanischen Ursprungs, daher gibt es an vielen Stellen noch immer leichten Vulkanismus. Im Krater von Soufrière gibt es mehrere Thermal- und Schwefelquellen. Der Ort hat seinen Namen daher erhalten. Soufrière Sulphur Springs ist als Touristenattraktion ausgebaut und verfügt über ein Informationszentrum, mehrere Badeplätze, Umkleidekabinen u. a.
Die Quellen selbst liegen am Hang östlich von Soufrière, am Anstieg nach Tête Morne. Es gibt drei Bereiche: Die Lower Deposits, den Lower Cone und den Upper Cone in einem geothermalen Gebiet mit Schwefelablagerungen, heißen Quellen, Schwefelkristallen und Fumarolen.
Zwei Bäche entspringen in dem Gebiet und fließen bei Soufrière ins Meer: der Glo Cho und der Glo Gayak. Die beiden Bäche unterscheiden sich stark in ihrer chemischen Zusammensetzung.